# Функциональный тип
Функциональный тип (стрелочный тип, экспоненциал) в информатике — тип переменной или параметра, значением которой или которого может быть функция; либо тип аргумента или возвращаемого значения функции высшего порядка, принимающей или возвращающей функцию.
Функциональный тип зависит от типов параметров и типа результата функции. Другими словами, это тип высшего рода, или, более точно, неприменённый конструктор типов «{\displaystyle \cdot \to \cdot }». В теоретических моделях и языках с поддержкой каррирования, например в просто типизированном лямбда-исчислении, функциональный тип зависит ровно от двух типов: области определения {\displaystyle A} и области значений {\displaystyle B}. В этом случае функциональный тип, следуя математической традиции, обычно записывают как {\displaystyle A\to B} (в практических языках программирования — A -> B), или как {\displaystyle B^{A}}, подразумевая, что существует ровно {\displaystyle |B|^{|A|}} теоретико-множественных функций, отображающих {\displaystyle A} на {\displaystyle B}. С точки зрения соответствия Карри — Ховарда обитаемость функционального типа {\displaystyle A\to B} эквивалентна доказуемости логической импликации {\displaystyle A\Rightarrow B}. 
Функциональный тип можно рассматривать как частный случай зависимого произведения типов. Среди прочих свойств, такое представление несёт в себе идею полиморфной функции.

## Языки программирования
В следующую таблицу сведён синтаксис, используемый в различных языках программирования для функциональных типов, а также соответствующие примеры сигнатуры типа для функции композиции функций.
| Язык программирования                                             | Язык программирования       | Нотация                         | Пример сигнатуры типа                                                         |
| ----------------------------------------------------------------- | --------------------------- | ------------------------------- | ----------------------------------------------------------------------------- |
| С поддержкой первоклассных функций, параметрического полиморфизма | C++11                       | std::function<ρ (α1,α2,...,αn)> | function<function<int(int)>(function<int(int)>, function<int(int)>)> compose; |
| С поддержкой первоклассных функций, параметрического полиморфизма | C#                          | Func<α1,α2,...,αn,ρ>            | Func<A,C> compose(Func<A,B> f, Func<B,C> g);                                  |
| С поддержкой первоклассных функций, параметрического полиморфизма | Go                          | func(α1,α2,...,αn) ρ            | var compose func(func(int)int, func(int)int) func(int)int                     |
| С поддержкой первоклассных функций, параметрического полиморфизма | Haskell                     | α -> ρ                          | compose :: (a -> b) -> (b -> c) -> a -> c                                     |
| С поддержкой первоклассных функций, параметрического полиморфизма | Objective-C/C/C++ с блоками | ρ (^)(α1,α2,...,αn)             | int (^compose(int (^f)(int), int (^g)(int)))(int);                            |
| С поддержкой первоклассных функций, параметрического полиморфизма | OCaml                       | α -> ρ                          | compose : ('a -> 'b) -> ('b -> 'c) -> 'a -> 'c                                |
| С поддержкой первоклассных функций, параметрического полиморфизма | Scala                       | (α1,α2,...,αn) => ρ             | def compose[A, B, C](f: B => C, g: A => B): A => C                            |
| С поддержкой первоклассных функций, параметрического полиморфизма | Standard ML                 | α -> ρ                          | compose : ('a -> 'b) -> ('b -> 'c) -> 'a -> 'c                                |
| Без первоклассных функций, параметрического полиморфизма          | Си                          | ρ (*)(α1,α2,...,αn)             | int (*compose(int (*f)(int), int (*g)(int)))(int);                            |

Следует обратить внимание, что в примере на C# функция compose имеет тип «Func< Func<A,B>, Func<B,C>, Func<A,C> >».

## Денотационная семантика
Функциональный тип в языках программирования не соответствует пространству всех теоретико-множественных функций. Если принять счётно бесконечный тип натуральных чисел в качестве области определения и тип булевых чисел в качестве области значений, то существует несчётное количество ({\displaystyle 2^{\aleph _{0}}={\mathfrak {c}}} — мощность континуума) теоретико-множественных функций между ними. Очевидно, это множество функций заведомо шире множества функций, определимых в языках программирования, так как существует лишь счётное множество программ (где программа представляет собой конечную цепочку из символов конечного набора).
Денотационная семантика занимается поиском более подходящих моделей (называемых областями), в том числе, для моделирования таких понятий языков программирования как функциональный тип. В денотационной семантике считается, что целесообразно не ограничиваться лишь вычислимыми функциями, а использовать любые непрерывные по Скотту функции на частично упорядоченных множествах, которыми возможно смоделировать также и незавершимые вычисления (а таковые возникают во всяком полном по Тьюрингу языке). Средства теории областей, используемые в денотационной семантике, достаточно выразительны, например, непрерывной по Скотту функцией моделируется «parallel or», определимый далеко не во всех языках программирования.